# أقصر الأنهار في العالم
فيما يلي قائمة ببعض أقصر الأنهار في العالم من حيث المسافة.

## آسيا
- نهر تامبوراسي، في جنوب شرق سولاويزي في إندونيسيا ، يبلغ طوله حوالي 20 مترًا
- نهر سنغافورة ، بطول 3.2 كيلومتر

## أوروبا
- يبلغ طول نهر كوكنجيكا، وهو أقصر نهر في فنلندا ، 3.5 متر، ويربط بين البحيرات سيمانين وبحيرة Keitele مع بعضها البعض
- كوفسالفا، في جزيرة Hitra في النرويج ، ما يقرب من 20 مترا اعتمادا على المد
- نهر ريبوا، جورجيا ، 27 مترًا
- أومبلا، نهر بالقرب من دوبروفنيك في كرواتيا ، بطول 30 مترًا تقريبًا
- جيزيرنيك، أقصر نهر في سلوفينيا بالقرب من Idrija ، بطول 55 متر تقريبًا
- نهر أريل، أقصر نهر في إيطاليا (بالقرب من Lago di Garda ) ، 175 متر
- نهر فيوميلات، إيطاليا، 250 مترًا
- يقع Norrström و Söderström في ستوكهولم ، السويد ، على بعد 350 متر تقريبًا من بحيرة مالارين ، بعد جزيرة Stadsholmen (Norrström إلى الشمال، Söderström إلى الجنوب) إلى بحر البلطيق
- Vrelo ، صربيا ، 365 مترًا
- بادر، ألمانيا، 4.4 كيلومتر. تقع أكثر من 700 ينابيع في حديقة في وسط مدينة بادربورن بألمانيا، حيث تتدفق إلى نهر ليبي الأكبر في إحدى ضواحي بادربورن.
- نهر كوريب، أيرلندا، بطول 6 كيلومترات (3.7 ميل). على الرغم من طوله القصير، فإن لديها ثاني أكبر تدفق لأي نهر في أيرلندا (104.8 م 3 / ثانية)

## شمال أمريكا
- نهر رو، غريت قولز، مونتانا ، الولايات المتحدة ، 61 متر (201 قدم)
- ريو لوس باتوس، باراهونا، جمهورية الدومينيكان ، 61 مترًا
- نهر دي اورقيون الولايات المتحدة، 130 متر
- نهر شوت، مين ، الولايات المتحدة، 320 متر
- نهر نوتلي، كولومبيا البريطانية ، كندا ، 800 متر
- نهر باول، كولومبيا البريطانية ، كندا ، هو نهر طبيعي يبلغ طوله 1005 متر أو 3297 قدمًا (حوالي 5/8 من الميل)
- نهر لينك، أوريجون، الولايات المتحدة، 1.5 ميل (2.4 كم) [1]
- نهر كومال، Texas ، الولايات المتحدة، 2.5 ميل (4 كم)
- نهر دنز، جامايكا ، أكثر من 180 مترًا.[2]

## أمريكا الجنوبية
- نهر ازوي، Aurora do Tocantins ، توكانتينيس، البرازيل، على ارتفاع 147 مترًا، أقصر نهر في البرازيل
- كورانتوسو نهر، فيلا لا أنجوستورا، نيوكوين ، الأرجنتين هو، في 200-300 متر (اعتمادا على ارتفاع البحيرات المجاورة كورانتوسو و ناهويل هوابى )، أقصر نهر الأرجنتين